# Gesamtdrehimpuls
Der Begriff Gesamtdrehimpuls bezeichnet die Summe mehrerer Drehimpulse. In der klassischen Mechanik bezieht er sich im Allgemeinen auf mehrere Körper. 
Der Begriff wird aber auch verwendet, wenn Bahndrehimpuls und Eigendrehimpuls eines Körpers addiert werden, wie die Drehimpulse der Erdrotation um die Sonne und der Erdrotation um die eigenen Achse. Der Eigendrehimpuls kann dabei ein klassischer Drehimpuls oder der quantenmechanische Spin sein.
In der Quantenmechanik ist der Gesamtdrehimpuls eines Teilchens insbesondere die Summe von Bahndrehimpuls und Spin. Ein wichtiges Beispiel hierfür ist das Elektron im Wasserstoffatom, bei dem Spin und Bahndrehimpuls durch die Spin-Bahn-Kopplung miteinander verbunden sind. Der Gesamtdrehimpuls besitzt als quantenmechanischer Operator die Gesamtdrehimpulsquantenzahl als Quantenzahl.

## Addition von Spin und Bahndrehimpuls
Der Gesamtdrehimpuls {\displaystyle {\hat {\vec {J}}}=({\hat {J}}_{x},{\hat {J}}_{y},{\hat {J}}_{z})} ist die Summe aus Bahndrehimpuls {\displaystyle {\hat {\vec {L}}}} und Spin {\displaystyle {\hat {\vec {S}}}}. Die Formeln für die Addition zweier Drehimpulsoperatoren sind unter Drehimpulsoperator genauer erläutert. Die Summe erfüllt entsprechende Vertauschungsrelationen
{\displaystyle [{\hat {J}}_{a},{\hat {J}}_{b}]=\mathrm {i} \hbar \varepsilon _{abc}{\hat {J}}_{c}},
aus denen
{\displaystyle [{\hat {J}}_{a},{\hat {\vec {J}}}^{2}]=0}
folgt.
Wie für Spinoperator und Drehimpulsoperator betrachtet man die zwei Quantenzahlen {\displaystyle j} und {\displaystyle m_{j}}, die durch
{\displaystyle {\hat {\vec {J}}}^{2}\psi =\hbar ^{2}j(j+1)\psi }
{\displaystyle {\hat {J}}_{z}\psi =\hbar m_{j}\psi }
gegeben sind.
Für ein Teilchen mit Spin 1/2 sind die Spinquantenzahlen auf {\displaystyle s={\tfrac {1}{2}}} und {\displaystyle m_{s}=\pm {\tfrac {1}{2}}} beschränkt, die Bahndrehimpulsquantenzahlen sind jedoch {\displaystyle l\in \mathbb {N} _{0}} und {\displaystyle m_{l}=-l,\dots ,l}. Für die Gesamtdrehimpulsquantenzahlen ergeben sich daraus:
{\displaystyle j=\left|l\pm {\frac {1}{2}}\right|}
{\displaystyle m_{j}=-j,\dots ,j}.
Für den Grundzustand {\displaystyle l=0} erhält man gerade die beiden Spinzustände. Für {\displaystyle l=1} ergeben sich vier Zustände, von denen die Zustände mit {\displaystyle m_{j}=\pm {\tfrac {1}{2}}} Linearkombinationen aus {\displaystyle \left|m_{l}=0,m_{s}=+{\tfrac {1}{2}}\right\rangle } und {\displaystyle \left|m_{l}=1,m_{s}=-{\tfrac {1}{2}}\right\rangle }, bzw. aus {\displaystyle \left|m_{l}=0,m_{s}=-{\tfrac {1}{2}}\right\rangle } und {\displaystyle \left|m_{l}=-1,m_{s}=+{\tfrac {1}{2}}\right\rangle } sind. Die Koeffizienten in diesen Linearkombinationen heißen Clebsch-Gordan-Koeffizienten.